# Warhammer 40,000: Dawn of War II
Warhammer 40,000: Dawn of War II – strategiczna gra czasu rzeczywistego (RTS) stworzona przez firmę Relic. W Polsce została wydana przez CD Projekt. Gra została wydana na PC w USA 19 lutego 2009 roku i dzień później w Europie. Jest to kontynuacja gry Warhammer 40,000: Dawn of War. Gra oparta jest na licencji znanej figurkowej gry strategicznej – Warhammer 40,000. W 2017 roku wydano kontynuację Warhammer 40,000: Dawn of War III.

## Rozgrywka
W grze można zagrać oddziałami jednej z czterech ras: Ludzi (Kosmicznymi Marines), Orków, Eldarów i Tyranidów. Gracz steruje mniejszą liczbą jednostek niż w pierwszej części, co ma na celu lepszą identyfikację gracza z bohaterami i większy nacisk na taktykę.

## Dodatki
- Warhammer 40,000: Dawn of War II – Chaos Rising – dodano armię Kosmicznych Marines Chaosu.
- Warhammer 40,000: Dawn of War II – Retribution – dodano oddziały Gwardii Imperialnej.